# Corozal South West
Corozal South West – jednomandatowy okręg wyborczy w wyborach do Izby Reprezentantów, niższej izby parlamentu Belize. Obecnym reprezentantem tego okręgu jest polityk Zjednoczonej Partii Ludowej Ramiro Ramirez.
Okręg Corozal South West znajduje się dystrykcie Corozal w północno-wschodniej części kraju.
Utworzony został w roku: 1984.

## Posłowie
| Rok   | Poseł            |  | Partia |
| ----- | ---------------- |  | ------ |
| 1984  | Asterio Ortega   |  | UDP    |
| 1989  | Asterio Ortega   |  | UDP    |
| 1993  | Gregorio Garcia  |  | PUP    |
| 1998  | Gregorio Garcia  |  | PUP    |
| 2003  | Gabriel Martinez |  | UDP    |
| 2008. | Gabriel Martinez |  | UDP    |
| 2012  | Ramiro Ramirez   |  | PUP    |